# Juillet 2008 en France
Chronologie de la France
2006 en France - 2007 en France - 2008 en France - 2009 en France - 2010 en France
Janvier - Février - Mars - Avril - Mai - Juin - Juillet - Août - Septembre - Octobre - Novembre - Décembre -

## Chronologie

### Mardi1erjuillet
Politique
- La France prend la présidence de l'Union européenne pour 6 mois.
- Présentation du projet français du Pacte de l'immigration aux ministres de l'Intérieur et de la Justice des pays membres de l'Union européenne à Cannes
- Démission du chef d'état-major de l'armée de terre, le général Bruno Cuche, à quelques semaines de sa retraite. Cet évènement accentue le sentiment de malaise répandu parmi les militaires français, à la suite de la parution du Livre blanc sur la défense, au drame de Carcassonne et au commentaire à chaud du président Nicolas Sarkozy reprochant : « Vous n'êtes pas des professionnels ».
- Gilets rétro-réfléchissants et triangles de pré-signalisation obligatoires dans les véhicules circulant en France.
- Création de la Direction centrale du renseignement intérieur (DCRI), issue du regroupement de la Direction de la surveillance du territoire et des Renseignements généraux. La nouvelle organisation regroupe quelque quatre mille policiers hautement spécialisés.

Science
- Décès du médecin Pierre Lasjaunias (59 ans), pionnier de la neuroradiologie.

### Mercredi 2 juillet
- Nomination du nouveau chef d'état-major de l'armée de terre, le général Elrick Irastorza.
- Libération d'Íngrid Betancourt et de quatorze autres otages par un commando l'armée colombienne vers 19h25 - 19h30.

### Jeudi 3 juillet
- Décès de Georges Folgoas (61 ans), réalisateur de télévision.

### Vendredi 4 juillet
- Íngrid Betancourt est solennellement accueillie sur le sol français.
- Décès de Jean-René Gougeon (80 ans), célèbre driver de trot attelé.

### Samedi 5 juillet
- Armada 2008 à Rouen[1], jusqu'au 14 juillet, rassemblement international des plus beaux voiliers et bâtiments militaires.
- Début du Tour de France 2008[2], jusqu'au  27 juillet.

### Dimanche 6 juillet
- Décès du philosophe Guy Lardreau (61 ans).

### Lundi 7 juillet
Politique
- Jean-Louis Borloo ouvre à La Réunion une conférence sur l'outre-mer européen et le réchauffement climatique.
- Le Conseil économique et social juge incertain et insuffisant le volet emploi du plan banlieue du gouvernement.
- Réforme des Institutions.
- La garde des Sceaux, Rachida Dati reste ferme sur la récidive.
- Nouvelle loi sur la gestion des ports.
- Julien Dray, porte parole du Parti socialiste, annonce dans la matinée sur RTL qu'il soutiendra la candidature de Jean-Marc Ayrault.
- 75,4 % , tel est le pourcentage communiqué de réussite au baccalauréat 2008 par le ministère de l'Éducation nationale. Pourcentage valable avant les épreuves de rattrapage. Il y a 64,7 % de réussite au bac technologique.
- Accord de l'Europe des 27 sur le pacte européen de l'immigration  proposé par la France à Cannes.

### Mardi 8 juillet
- Élection du représentant du Parti Socialiste à l'Assemblée Nationale entre Jean-Marc Ayrault et Arnaud Montebourg

### Mercredi 9 juillet
- Íngrid Betancourt est invitée à l'Assemblée nationale par son président : Bernard Accoyer (UMP)

### Jeudi 10 juillet
- Patrick Poivre d'Arvor un des plus célèbres journalistes du 20 heures quitte la présentation du 20 heures de TF1 après 21 ans de loyaux services, il en a été écarté par le nouveau patron de la chaîne.
- Décès du journaliste et photographe Bernard Cahier.

### Vendredi 11 juillet
Affaires
- Victoire de Bernard Tapie dans le cadre de son procès contre le Crédit lyonnais à la suite de l'escroquerie présumée de la banque à son encontre dans l'affaire de la revente de la société Adidas en 1993. Un tribunal arbitral condamne le CDR — consortium de réalisation chargé de gérer le passif d'ex-banque — à verser 285 millions d'euros à l'homme d'affaires.

Évènements
- Début du rassemblement international des plus beaux voiliers, Brest 2008, jusqu'au 17 juillet.

### Samedi 12 juillet
Sport
- Dix ans après la finale de la coupe du monde de football de 1998, les mêmes équipes (France-Brésil) composées des mêmes joueurs jouent dans le même stade, (stade de France) pour y célébrer le dixième anniversaire de cette finale.

### Dimanche 13 juillet
- Sommet de lancement de l'Union pour la Méditerranée (UPM) à Paris, coprésidé par Nicolas Sarkozy et l'Égyptien Hosni Moubarak, en présence des délégations de 44 pays, dont 26 de l'Union européenne et du Qatar.

### Lundi 14 juillet

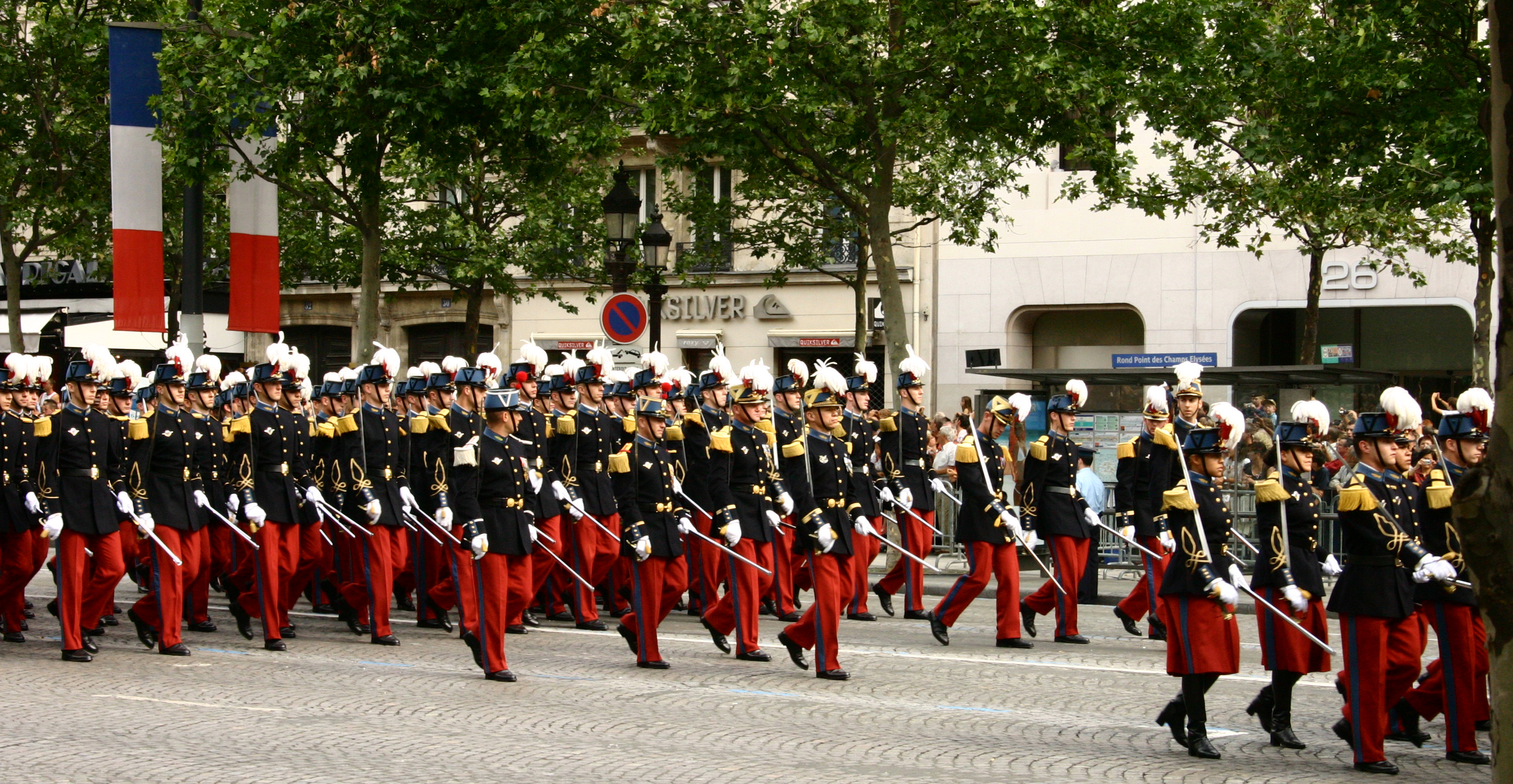
Saint-Cyriens défilant
(Juillet 2007)

- Fête nationale : Les délégations des pays du sommet de l'Union pour la Méditerranée assistent au traditionnel défilé du 14 juillet. Deux contingents des casques bleus participent au défilé en présence du secrétaire général de l'ONU, Ban Ki-moon. L'ex-otage, Íngrid Betancourt est décorée de la Légion d'honneur.

### Mercredi 16 juillet
- La fusion de Gaz de France et de Suez est entérinée par leurs actionnaires respectifs.

### Jeudi 17 juillet
- Le président du Modem, François Bayrou, affirme sur la radio RTL : « Chaque fois que Nicolas Sarkozy a été soit au ministère des Finances, soit à la présidence de la République, comme par hasard des protections sont déclenchées à l'endroit de Bernard Tapie. »
- Début de la Coupe du Monde de Football de plage (Beach Soccer) à Marseille[3].

### Vendredi 18 juillet
- Dans le cadre du fiasco judiciaire de l'Affaire d'Outreau, le Conseil supérieur de la magistrature (CSM) ne demande aucune sanction contre Gérard Lesigne, le procureur de Boulogne-sur-Mer. Après quatre jours d'audience publique, le CSM ne retient qu'un seul des griefs avancés par la Chancellerie : les rapports peu réguliers et peu fréquents du procureur avec sa hiérarchie par rapport à la réalité des faits.
- Décès du criminel Lucien Léger (71 ans).
- Décès du coureur cycliste Edouard Fachleitner (87 ans).
- Mitraillage contre la façade de la gendarmerie de Bonifacio (Corse). 21 impacts de calibre 9 mm sont relevés.

### Dimanche 20 juillet
- Décès du haut fonctionnaire et homme politique Michel Junot (91 ans).

### Lundi 21 juillet
- Le Congrès du parlement français se réunit à Versailles et vote le projet de réforme de la Constitution française par 539 voix — une seule voix de majorité — contre 357, grâce au vote de Jack Lang revenu de Grèce pour le vote. Sur conseil de Bernard Tapie, les radicaux de gauche ont également voté pour le texte.
- Le président Nicolas Sarkozy accueilli en Irlande par des manifestants brandissant une banderole « Sarkozy : non c'est non » et des pancartes « Casse-toi, pauvre con », renonce à son intention de proposer de faire revoter les Irlandais sur le traité de Lisbonne.

### Mardi 22 juillet
- Création du groupe GDF SUEZ, à la suite de la fusion du groupe public Gaz de France avec le groupe privé Suez.

### Samedi 26 juillet
- Décès du joueur de rugby Daniel Santamans (49 ans).

### Dimanche 27 juillet
- Décès de l'avocat et ancien vice-président de la Ligue des droits de l'homme, Jean-Jacques de Felice (80 ans).

### Lundi 28 juillet
- La ministre de la Justice Rachida Dati présente au Conseil des ministres son projet de loi pénitentiaire visant à développer les aménagements de peine et les droits aux détenus selon les normes européennes. Accessibles aux peines inférieures à deux ans, elle couvrent : l'assignation à domicile et le bracelet électronique.
- Le secrétaire d'État à l'Outre-Mer Yves Jégo présente au Conseil des ministres son projet de loi-programme relatif au logement social et à la création de zones franches dans les DOM-TOM avec un investissement de dix milliards d'euros en cinq ans.
- À la suite d'une rencontre avec la ministre de la Justice, Gérard Lesigne, procureur de Boulogne-sur-Mer, impliqué dans le fiasco judiciaire de l'Affaire d'Outreau accepte de quitter son poste et de demander sa mutation.
- Découverte du corps de Valentin, 11 ans, lacéré d'une quarantaine de coups de couteau à Lagnieu (Ain).
- Décès du libraire et éditeur Pierre Berès (95 ans).